# Валонски рат
Валонски рат је био оружани сукоб у Валони (албански: Vlorë), луци у Албанији.
Сукобљене стране су биле домаћи Албанци и италијанске трупе које су држале град од почетка Првог светског рата. Борбе су започеле 5. јуна 1920, након што је италијански генерал С. Паћенти одбио да преда валонски округ албанској влади.
Национални одбор за одбрану је организовао албанске добровољце, чији је број достигао 4.000. У исто време, Италија је имала 20.000 добро наоружаних војника у том подручју. Напредовање албанских снага, као и револуционарни покрети у Италији, онемогућили су појачања Италијанима.
Дана 2. августа 1920. године је потписан албанско-италијански протокол, по ком је Италија морала да повуче своје трупе из Албаније.